# DeWitt Menyard
DeWitt Menyard (Columbus, 24 maggio 1944 – 21 maggio 2009) è stato un cestista e allenatore di pallacanestro statunitense, professionista nella ABA e in Francia.

## Palmarès

### Giocatore
- Campionato francese: 2

ASPO Tours: 1975-76, 1979-80
- ABA All-Star (1968)